# George Carew
George Carew (ur. 1565 w Antony, zm. 13 listopada 1612 w Londynie) – angielski prawnik, dyplomata, historyk i członek Parlamentu Anglii.
Kształcił się na Uniwersytecie Oksfordzkim (University of Oxford) i wstąpił do Izby Adwokackiej (Inns of Court). Z rekomendacji królowej Elżbiety I, która przyznała mu tytuł szlachecki, był sekretarzem lorda kanclerza sir Christophera Hattona. Później powierzono mu szefostwo kancelarii, i został wysłany jako poseł królewski do Brunszwiku, Szwecji, Polski i Gdańska (1598). Za panowania Jakuba I uczestniczył w negocjacjach ze Szkocją i był posłem na dworze francuskim (1605–1609). Zmarł na tyfus; pochowany w Kościele Św. Małgorzaty na terenie Opactwa Westminsterskiego w Londynie.
Poseł Parlamentu Anglii wybierany z okręgów St. Germans (1584), Saltash (1586, 1589, 1593), St. Germans (1597, 1601, 1604).
Był autorem szeregu prac z zakresu historii stosunków bilateralnych. W jednej z nich pt.
- Ein englischer Gesandtschaftsbericht über den polnischen Staat zu Ende des 16. Jahrhunderts (A relation of the state of Polonia and the united provinces of that crowne anno 1598, Stosunki państwa polskiego i zjednoczonych prowincji Korony w 1598), Hirzel Leipzig 1936

M.in. opisuje w niej polską szlachtę jako „chciwą i uzależnioną od picia, irytującą i kłótliwą, ale miłą i przyjazną w kontaktach”. Darzył sympatią króla Zygmunta III Wazę, ale ocenił, że „brakuje mu charyzmy”, zaś sąsiadujące państwa z Polską jako „barbarzyńskie” i zdziwił się, że nie ma programu kolonizacji Ukrainy (nad Dnieprem) i nie buduje się tam fortec chroniących przed tatarskimi nomadami.